# ホアキン・アロンソ
ホアキン・アロンソ・ゴンサレス（Joaquín Alonso González、1956年6月9日 - ）は、スペイン・オビエド出身の元同国代表サッカー選手。ポジションはMF。

## クラブ経歴
アストゥリアス州のオビエドに生まれた。16年間のキャリアにおいて、地元オビエド近くの強豪クラブであるスポルティング・デ・ヒホン一筋を貫いた。ラ・リーガデビューシーズンにてリーグ戦17試合に出場すると、翌シーズンからチームの中心選手として活躍し、キャリア通算トップリーグ戦462試合65ゴールを記録した (公式戦通算出場試合数は644試合)。
1986-87シーズンのラ・リーガでは、8ゴールを挙げてチームのリーグ4位フィニッシュに大きく貢献した。36歳で現役を引退した1991-92シーズンまで出場機会を確保し続け、このキャリアラストシーズンも26試合で5ゴールを決めている。

## 代表経歴
スペイン代表通算18試合出場1得点。1980年モスクワオリンピックと1982 FIFAワールドカップのスペイン代表メンバーでもある。代表デビューを果たしたのは、1979年11月14日のデンマーク代表との親善試合である。
1996年、現役引退から4年が経過していた中、ビーチサッカーのスペイン代表に選出された。2002年に完全に現役を退くとそのまま同代表の監督に就任。2019年11月に監督業から引退するまで17年間もの間ビーチサッカーの監督を務めた 。

## タイトル
クラブ
- セグンダ・ディビシオン : 1回 (1976-77)